# Tricholoba glaphira
Tricholoba glaphira är en fjärilsart som beskrevs av Sergius G. Kiriakoff 1955. Tricholoba glaphira ingår i släktet Tricholoba och familjen tandspinnare. Inga underarter finns listade i Catalogue of Life.